# Adler am nordischen Weltenbaum

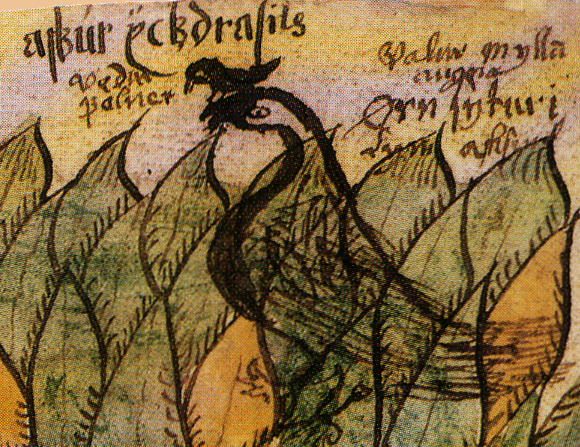
Der Weltenbaum-Adler und der Habicht Vedrfölnir auf dem Baum Yggdrasil. Isländische Handschrift, 17. Jahrhundert.

In der nordischen Mythologie gibt es einen Adler am Weltenbaum Yggdrasil, dessen Name unbekannt ist.

## Forschung
Der Adler gehört wie der Weltenbaum, auf dem er sitzt, zum mythologischen Erbe aus indogermanischer Zeit. Die indische Mythologie kennt einen Adler namens Garuda, der ebenso in der Krone eines Baumes lebt, an dessen Wurzeln Schlangen, die Nagas genannt werden. Im iranischen Weltenbaum, dem Saena-Baum, sitzt ein adlerartiger Vogel mit Namen Saena.
Das Streitmotiv zwischen Adler und Drache könnte ebenso ein Motiv aus indogermanischer Zeit sein. Auch in der indischen Mythologie streiten sich der Adler und die Schlangen. In einer Fabel des römischen Dichters Phaedrus stiftet eine Katze an einem Baum Feindschaft zwischen einem Adler in der Höhe und einer Wildsau an den Wurzeln. Der Streit zwischen Adler und Drache könnte den Widerstreit der aufbauenden mit den zerstörerischen Kräften der Welt symbolisieren, den Göttern und den Riesen, doch hält man das in der Wissenschaft nicht unbedingt für wahrscheinlich.